# Ifo-Geschäftsklimaindex

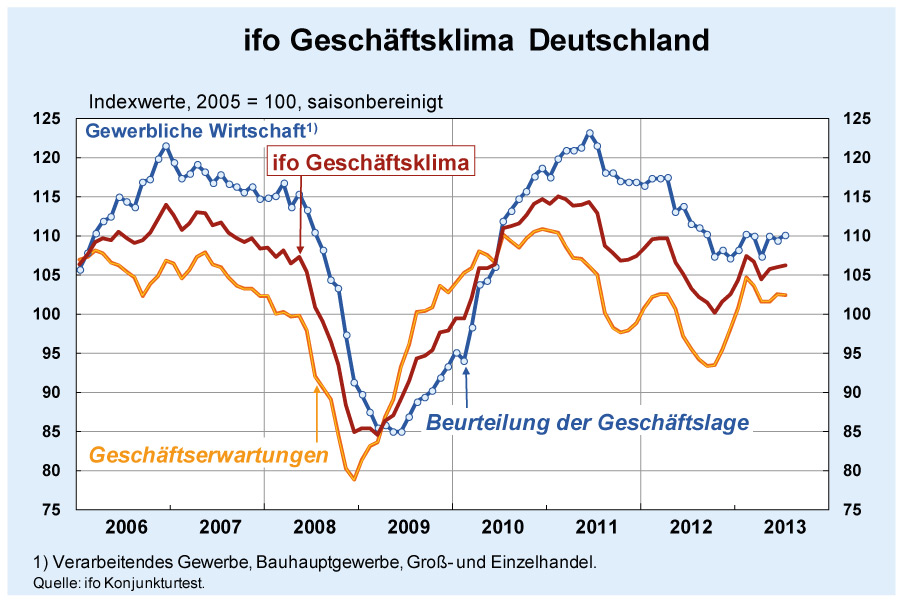
ifo-Geschäftsklimaindex 2006 bis 2013

Der ifo-Geschäftsklimaindex ist ein monatlich vom ifo Institut erstellter weicher Frühindikator für die konjunkturelle Entwicklung in Deutschland. Für Deutschland gilt der Indikator als bekanntester und am stärksten beachteter Geschäftsklimaindex. Das Ifo-Institut erstellt diesen Index mittels Befragung von Unternehmen zur Einschätzung der Geschäftslage und der Erwartungen für das kommende halbe Jahr.

## Elemente
Der ifo-Geschäftsklimaindex wird seit 1972 regelmäßig veröffentlicht. Er basiert auf dem ifo Konjunkturtest, einer monatlichen Befragung deutscher Unternehmen zu ihrer aktuellen wirtschaftlichen Lage, deren rezenter Entwicklung und der erwarteten Entwicklung für die kommenden Monate. Die aus den Fragebögen erhaltenen Antworten werden entsprechend der Firmengröße gewichtet (d. h. die Antwort einer großen Firma zählt mehr) und unter Hinzuziehung der Branchengewichte im deutschen BIP aggregiert (d. h., dass das Ergebnis in der Automobilbranche mehr zählt, als bspw. das Ergebnis in einer für Deutschland weniger bedeutenden Branche, wie z. B. der Bekleidungsindustrie). Das ifo Geschäftsklima wird als geometrischer Mittelwert aus den Ergebnissen zu den Fragen „Aktuelle Geschäftslage“ und „Geschäftserwartungen“ berechnet. Aus dem Geschäftsklima wird der Geschäftsklimaindex ermittelt. Dabei handelt es sich um eine einfache Indexierung: das aktuelle Geschäftsklima wird in Bezug zum durchschnittlichen Geschäftsklima des letzten auf 0 oder 5 endenden Jahres (gegenwärtig 2020) gesetzt, wobei diesem ein Index-Referenzwert von 100 zugeordnet wird.
Manchmal wird die wirtschaftliche Lage auch in Form einer Konjunkturuhr dargestellt.
Aktuelle Zahlen und Grafiken sowie die vollständigen Zeitreihen werden regelmäßig auf der Internetseite des ifo Instituts veröffentlicht.

## Verfahren
Die Fragebögen werden in der ersten Woche eines jeden Monats an Unternehmen des Verarbeitenden Gewerbes, des Bauhauptgewerbes, des Großhandels und des Einzelhandels versandt. Die Unternehmen werden u. a. gebeten, ihre gegenwärtige Geschäftslage zu beurteilen und ihre Erwartungen für die nächsten sechs Monate mitzuteilen. Sie können ihre Lage mit „gut“, „befriedigend“ oder „schlecht“ und ihre Geschäftserwartungen für die nächsten sechs Monaten als „günstiger“, „gleich bleibend“ oder „ungünstiger“ kennzeichnen. Mitte des Monats erhalten die Unternehmen eine Erinnerung, falls sie noch nicht geantwortet haben. Bis zum Vortag der Veröffentlichung des ifo Index, meist in der letzten Woche des Monats, können die Unternehmen die Fragebögen abgeben. In der Regel werden 7000 Meldungen aus den Unternehmen ausgewertet.

### Fragebogen
Der Bogen besteht aus insgesamt etwa 20 Fragen. Die Unternehmen werden u. a. befragt zu
- ihrer gegenwärtigen Geschäftslage (Auswahlmöglichkeit: gut, befriedigend oder schlecht)
- ihren Geschäftserwartungen für das kommende halbe Jahr (Auswahlmöglichkeit: günstiger, gleich bleibend oder ungünstiger)
- der Nachfragesituation (Auswahlmöglichkeit: verbessert, nicht verändert oder verschlechtert)
- der Zahl ihrer Beschäftigten (Auswahlmöglichkeit: zunehmend, gleichbleibend, abnehmend)

### Berechnungsverfahren
Der Saldowert der gegenwärtigen Geschäftslage ist die Differenz der (gewichteten) Prozentanteile der Antworten „gut“ und „schlecht“, der Saldowert der Erwartungen ist die Differenz der (gewichteten) Prozentanteile der Antworten „günstiger“ und „ungünstiger“. Das Geschäftsklima ist ein geometrischer Mittelwert aus den Salden der Geschäftslage und der Erwartungen. Zur Berechnung des Indexwerts wird das Geschäftsklima auf den Durchschnitt des Basisjahres (derzeit 2015) normiert.

### Interpretation
Der Index ist ein Frühindikator für die konjunkturelle Entwicklung in Deutschland. Der Vorteil gegenüber der amtlichen Statistik besteht darin, dass er häufiger erhoben wird und schneller verfügbar ist (das BIP beispielsweise wird nur quartalsweise erhoben und mit einer Verspätung von etwa zwei Quartalen unter Vorbehalt veröffentlicht). Außerdem unterliegt der Geschäftsklimaindex – im Gegensatz zur amtlichen Statistik – weniger starken Revisionen. (Revisionen des Index entstehen aufgrund der angewandten Saisonbereinigung und liegen bei durchschnittlich 0,04 Indexpunkten nach einem Monat)
Aufgrund des eng begrenzten Umfanges der erhobenen Daten (z. B. lag der Anteil der vom Ifo-Institut erfassten Branchen am BIP 1998 nur bei etwa 35 %) erkauft er sich seine Vorteile allerdings durch eine im Vergleich zu harten Daten wie etwa dem BIP geringere Zuverlässigkeit.
Besondere Bedeutung hat er bei der Prognose von Trendwenden im Wirtschaftswachstum. Eine Trendwende bei der Konjunkturentwicklung ist mit hoher Sicherheit gemäß der so genannten Dreimal-Regel erst nach einem dreimaligen Ausschlagen des Geschäftsklima-Indikators in die betreffende Richtung zu erwarten (vgl.: MCD-Maß / months of cyclical dominance).
Bei einem Vergleich zwischen den Indizes und dem BIP werden hier die Veränderungsraten der Indizes und die Veränderungsraten des Vorjahres-BIP herangezogen. Der Korrelationskoeffizient zwischen ermitteltem Geschäftsklima und Veränderungsraten des BIP liegt dann bei etwa 0,7. Ein Wert von 0,7 besagt, dass im untersuchten Zeitraum etwa die Hälfte der Veränderungen des BIP durch den Geschäftsklimaindex erklärt werden können.
Bei den Geschäftserwartungen ergibt sich im direkten Vergleich mit dem BIP ein Koeffizient von 0,6. Wenn man die Werte des Index um eine Periode in die Vergangenheit verschiebt, um seine Prognosefähigkeit zu bewerten, steigt der Koeffizient auf 0,65. Die Angaben der Unternehmen haben also erwartungsgemäß einen Vorlauf gegenüber der tatsächlichen Wirtschaftsentwicklung.
Die Geschäftsbeurteilung hat von den veröffentlichten Indizes die geringste Korrelation zur Entwicklung des BIP: Erst wenn man die Werte des Index ein Quartal in die Zukunft verschiebt, liegt die Korrelation auf einer akzeptablen Höhe bei 0,66. Dies bedeutet, dass dieser Index einen Nachlauf von etwa sechs Monaten hat.

## Höchst- und Tiefstwerte
Seinen historisch tiefsten Wert erreichte der Index im April 2020 während der Corona-Krise. In diesem Monat fiel der Geschäftsklimaindex auf einen Wert von 74,3. Im verarbeitenden Gewerbe fielen die Umfragewerte auf den niedrigsten Stand seit März 2009 und in den Bereichen Dienstleistung und Handel erreichten die Werte ebenfalls einen historischen Tiefststand. Auch im Bauhauptgewerbe fiel der Index stärker als je zuvor, auch wenn laut den Umfragen die Unternehmer mit der aktuellen Lage noch mehrheitlich zufrieden waren.
Das Allzeithoch des Index wurde im Februar 2011 mit 115,4 Indexpunkten erreicht und übertraf damit leicht den Höchstwert aus dem vorherigen Konjunkturzyklus im Dezember 2006 (113,6 Punkte). Beim Teilindikator Geschäftsbeurteilung wurde der historische Höchstwert im Juni 2011 mit 123,3 Punkten gemessen, nach 121,2 Punkten im Dezember 2006. Im Februar 2011 beurteilten die Unternehmen die Entwicklung ihrer zukünftigen Geschäftslage (Teilindikator Geschäftserwartungen) bei einem Indexwert von 110,7 so gut wie nie zuvor.